# Zoot Sims
Zoot Sims of John Haley "Zoot" Sims (Inglewood, 29 oktober 1925 – New York, 23 maart 1985) was een Amerikaans tenor- en sopraansaxofonist.
Samen met Stan Getz en Al Cohn behoort Zoot Sims tot de saxofonisten die beschouwd kunnen worden als de succesrijkste volgelingen van de saxofoonstijl van Lester Young. In de loop van zijn carrière speelde hij met heel wat beroemde bands, waaronder die van Benny Goodman, Artie Shaw, Stan Kenton en Buddy Rich. Sims was ook een van Woody Hermans "Four Brothers" (zo genoemd vanwege het saxofoonkwartet met 3 tenors en een bariton), en hij stond bekend onder zijn collega's als een van de sterkste swingers. Hij leidde regelmatig zijn eigen combo's en toerde soms met het sextet van zijn vriend, de baritonsaxofonist Gerry Mulligan, en later met Mulligans Concert Jazz Band. Sims verwierf de bijnaam "Zoot" aan het begin van zijn loopbaan in Californië, toen hij in de band van trompettist Kenny Baker speelde.

## Jeugd
Zoot Sims' ouders waren actief in vaudeville. Hij groeide op in een gezin met zes jongens en één meisje in het Californische Inglewood. Naar eigen zeggen had hij een gelukkige jeugd in een levendig huis dat steeds openstond voor vrienden en jamsessies. Geen van zijn broers of zussen maakte echter van muziek zijn broodwinning behalve Zoot zelf en zijn broer Ray die trombone speelde.
Zijn muzikale opvoeding begon al op zesjarige leeftijd toen hij pianolessen moest nemen die hij niet zo leuk vond. Op school speelde hij korte tijd drums, vooraleer hij daar – toen hij ongeveer 12 jaar was – een oude metalen klarinet kreeg. Zoot begon dan naar bands te luisteren. Hij was vooral een fan van Benny Goodman, maar luisterde ook naar andere bands zoals die van Count Basie en Duke Ellington. Toen hij 14 was, hoorde hij Lester Young en besloot onmiddellijk om een saxofonist te worden. Zijn vader gaf hem zijn zin, kocht een saxofoon en liet hem enkele lessen volgen bij zijn klarinetleraar, die Zoot echter niet veel kon bijleren over dit instrument. Met wat hij als een trial-and-errormethode omschreef speelde Zoot in de schoolband op 15-jarige leeftijd zowat alle platen na die hij te pakken kreeg. Zoot noemt Sam Donahue (bij Gene Kruppa's band) als een van zijn grootste invloeden en hij luisterde ook veel naar tenorsaxofonist Ben Webster. Een andere, bijna onvermijdelijke invloed op een jonge tenorsaxofonist uit die tijd, was uiteraard Lester Young. Met de Bobby Sherwood band, die hij op 16-jarige leeftijd vervoegde, maakte hij zijn eerste grote tournee door het land.

## Samenwerking met Al Cohn

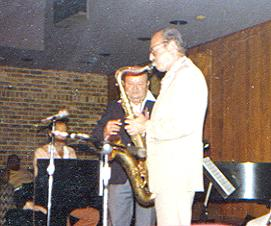
Al Cohn

Op zijn 17 jaar ging hij bij Georgie Auld's band. In die tijd werd zijn grootste invloed – behalve Lester Young – nu ook de altsaxofonist Charlie Parker. Hij ontmoette Al Cohn voor de eerste keer in 1948 toen hij met Woody Hermans orkest in Salt Lake City verbleef. Ze werden haast onmiddellijk goede vrienden en werkten spoedig samen aan een album voor het platenlabel Victor. Met de arrangementen van dit album vormden ze een klein orkest en toerden in 1957 rond met twee auto's. Vanaf die tijd werkten ze eigenlijk regelmatig samen, voornamelijk in de Half Note in New York. Zoot Sims moest zich er echter bij neerleggen dat Al Cohn ook arrangementen voor andere groepen schreef. Na Woody Herman gingen de beide vrienden in 1949 spelen voor het orkest van Artie Shaw, en zo speelden ze in heel wat andere groepen voor ze een eigen band oprichtten. Intussen bleven ze rondhangen in New York als ze eens geen werk hadden. In 1957 speelden ze in het night club circuit van New York, Philadelphia, Boston, Cleveland en Chicago.

## Stijl

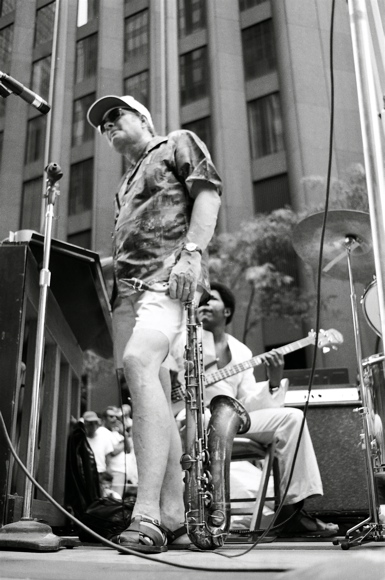
Zoot Sims en het Jimmy Rowles kwartet: 6 juli 1976. Zoot Sims, Jimmy Rowles, Bob Cranshaw en Mousey Alexander.

Zoot Sims combineerde de relaxte stijl van Lester Young met het improvisatievermogen van Charlie Parker. Zijn stijl bloeide in de bebop jazzsfeer van na de Tweede Wereldoorlog. Hij was een van de meest betrouwbare en consistente tenorsaxofonisten van zijn tijd. Als muzikant was hij nooit saai of voorspelbaar door zijn vermogen tot swingen en het ter plaatse uitvinden van verrassende improvisaties. Zijn slepende, zwoele maar zeer geprononceerde 'babbelende' saxofoontoon was vooral bij de tenor uitgesproken. Pas laat in zijn carrière nam hij, in navolging van onder meer Lucky Thompson en John Coltrane, ook de sopraansaxofoon op. Ook daarin klonk zijn eigen stijl door en toonde hij in het album 'Zoot Sims Plays Soprano Sax' uit 1976 een verbluffend meesterschap.
In zijn jongere jaren was Ben Webster zijn idool, en dat bleef in zijn toon doorklinken, vooral in zijn middenregister, en ook het in tremolo's afdalen, typisch voor Webster, gebruikte hij soms. Lester Youngs lichtere toon werd vooral prominent hoorbaar als Zoot in het hoge register speelde. Hij kon gevoelige ballads spelen naast strakke up-temponummers en bracht ook melancholische bluesvertolkingen. Als improvisator verliet hij nooit te ver de melodie zodat ze herkenbaar bleef, en zijn ritmische vondsten waren bijzonder origineel.
Zoot zegt dat zijn samenspel met Al Cohn iets heel intuïtiefs had. Zo speelden ze niet altijd dezelfde noten op bepaalde afgesproken patronen van het arrangement en toch klonk hun samenspel alsof het zo was ingeoefend. Zoot Sims zei over zichzelf in een interview dat hij na creatieve pieken vaak weken zijn sax niet aanraakte, omdat hij wat 'lui' was ingesteld, maar zo bleef hij ook altijd even fris spelen. Over zijn eigen capaciteiten als componist en arrangeur was Sims vrij bescheiden. Zo moest hij als de partituur wat complex was af en toe opnieuw beginnen lezen, maar als hij iets één keer gehoord had kon hij het feilloos naspelen. Hoe dan ook had Zoot een natuurlijk swinggevoel; iets dat hij zelf vergeleek met de vanzelfsprekendheid van ademen. Zijn oudste broer nam ook de saxofoon en de klarinet op, was technisch vergevorderd en uitstekend met notenleer, maar had volgens Zoot geen enkel gevoel voor maat en timing.
Soms werd Zoot Sims verweten dat hij zijn stijl sinds 1950 niet had vernieuwd, maar zelf hechtte hij daar weinig belang aan. Het ging hem om het plezier van het spelen en hij speelde alleen wat hij graag wilde spelen, en dat was voornamelijk swing, bop, dixieland en ballads.

## Persoonlijkheid
Zoot Sims persoonlijkheid wordt door zijn vrienden beschreven als een ongecompliceerd iemand die graag jamde, dronk en rookte en zeker geen grote prater was. Hij hield er niet van om zijn muziek te analyseren en te bespreken en gaf ook weinig interviews. Het interview dat de Engelse journalist, nachtclubeigenaar en jazzzanger Les Tomkins in 1965 in de Londense Ronnie Scott’s club van hem afnam is daarop een uitzondering.

## Instrument en uitrusting
Zoot Sims speelde gewoonlijk op een Selmer Cigar Cutter tenorsaxofoon uit 1933, die werd geproduceerd van 1930 tot 1933. Zijn naam ontleende deze saxofoon aan het octaafmechanisme dat aan een sigarenknipper deed denken. Deze oude sax had hij in de late jaren veertig tweedehands gekocht in New Orleans. In de jaren zestig kocht hij nog een nieuwe Selmer in Parijs en in Boston nog een tweedehands van hetzelfde merk. Als mondstuk voor zijn tenor bleef Zoot vrij trouw aan een oude ebonieten ('hardrubber') Brilhart waar hij vanaf 1943 op speelde. Ook zijn sopraansax was een Selmer, waarschijnlijk met een Selmer Soloïstmondstuk waar hij soms het riet van een klarinet in stak. Hij noemde dit instrument "Sidney" en speelde er bijzonder lyrisch en toonzuiver op. Na 1950 was hij ook regelmatig te horen op altsaxofoon.

## Discografie
- Stan Getz, Al Cohn, The Brothers (1949) Prestige Records
- Zoot (1956) met Johnny Williams, Nick Travis (trompet), Gus Johnson en Nabil Totah. Composities door George Handy
- Tenor Conclave (1956) met Hank Mobley, Al Cohn, John Coltrane, Red Garland, Paul Chambers en Art Taylor
- Goes To Jazzville (1956) met Totah, Williams, Bill Anthony, Jerome Lloyd en Gus Johnson
- Zoot Sims and The Joe Castro Trio Live at Falcon Lair (1956)
- That Old Feeling en dubbel-cd-uitgave van twee albums uit 1956, met onder meer "Bohemia After Dark", Sims' eerste solo-opname met altsaxofoon en Zoot Sims plays Alto, Tenor, and Baritone
- Zoot Sims/Al Cohn – Hoagy Carmichael Sessions and More (1957) opgenomen in in New York, Sims speelt tenor en Cohn bariton met Nick Travis, trombonist Jimmy Cleveland, pianist Elliot Lawrence, bassist Milt Hinton en drummer Osie Johnson. Arrangementen door Bill Elton
- Together Again! (1957) met Al Cohn, Herbie Steward, Serge Chaloff, Elliot Lawrence, Burgher Jones en Don Lamond
- A Night at the Half Note (1959) met Al Cohn, Mose Allison, Paul Motian, Nabil Totah en Phil Woods
- Either Way (1959–60) met Cecil Colier, Bill Crow, Gus Johnson en Mose Allison
- Dubbel-cd Al Cohn met Zoot Sims Complete Original Quintet/Sextet Studio Recordings bevat:
  - hun eerste kwintet-/sextetsamenwerking uit 1952
  - From A To Z (1956)
  - Al And Zoot (1957)
  - You 'N' Me (1960) met Allison, Major Holley en Osie Johnson. Cohn en Sims spelen klarinet op "Angel Eyes" en tenor op de meeste nummers
- Down Home (1960) met Dave McKenna, George Tucker en Dannie Richmond
- At the Half Note Again (1965) met Cohn, pianist Roger Kellaway, bassist Bill Crow, drummer Mel Lewis. Op sommige nummers is een derde tenorspeler te horen, Richie Kamuca, en een verschillende ritmesectie (pianist Dave Frishberg, bassist Tommy Potter en Lewis
- Bossa Nova Session (1962) met Jimm Hall
- Al Cohn & Zoot Sims – Easy As Pie – live op de Left Bank Jazz Societynacht in de Famous Ballroom in Baltimore, 1968. De ritmesectie bestaat uit Dave Frishberg, Victor Sproles op bas en Donald McDonald op drums
- Zoot Sims/Al Cohn – Body and Soul (1973) Met Jaki Byard op Piano, George Duvivier op bas en Mel Lewis op drums.
- Zoot Suite[4] (1973) – live met Jimmy Rowles, George Mraz(bas) en Mousey Alexander
- Joe Venuti/Zoot Sims – Joe & Zoot & More (1973) met Spencer Clark op bassaxofoon, Milt Hinton enBucky Pizzarelli
- Zoot Sims and the Gershwin Brothers (1975) met pianist Oscar Peterson, gitarist Joe Pass, George Mraz en Grady Tate (drums)
- Count Basie/Zoot Sims Basie and Zoot (1975) kwartet met bassist John Heard en drummer Louie Bellson. Een bluesy set.
- Soprano Sax (1976) met Ray Bryant, George Mraz, en Grady Tate
- Somebody Loves Me, een heruitgave van nummers die midden jaren zeventig niet waren gekozen voor het Groove Merchant label, met Sims op tenor en soprano, Bucky Pizzarelli (gitaar), Milt Hinton (bas) en Buddy Rich (drums).
- If I'm Lucky (1977) met pianist Jimmy Rowles, George Mraz en Mousey Alexander.
- For Lady Day (1978) Sims, Rowles en Mraz spelen Billie Holiday songs, met Jackie Williams op drums
- Zoot Sims and Sweets Edison – Just Friends (1978). Voor Norman Granz' Pablo Records
- Zoot Sims in Copenhagen (1978)
- Art Pepper/Zoot Sims – Art 'n' Zoot (1981) – met bassist Ray Brown en gitarist Barney Kessell
- Zoot Sims met Joe Pass – Blues For Two (1982)
- Suddenly It's Spring – (1983) met Rowles, Mraz en Akira Tana
- Quietly There (1984) Zoot Sims speelt Johnny Mandel composities met Mike Wofford op piano, Chuck Berghofer op bas, Nick Ceroli op drums en Victor Feldman percussie. Zijn voorlaatste opname.

## Beluisteren
- Zoot Sims op tenorsaxofoon: Zoot's Theme (YouTube)
- Zoot Sims op sopraansaxofoon: Moonlight in Vermont (YouTube)

## Trivia
The Humor of Zoot Sims, 2 april 2006
- Biblioteca Nacional de España: XX1123034
- Bibliothèque nationale de France: cb13899813j (data)
- Gemeinsame Normdatei: 130587850
- International Standard Name Identifier: 0000 0000 7358 4570
- Library of Congress Control Number: n80139052
- Nationale Bibliotheek van Letland: 000068398
- MusicBrainz: d17b505f-a6e3-44e7-afcc-415d407c414f
- Nationale Bibliotheek van Tsjechië: ola2002153744
- Nationale Bibliotheek van Israël: 987007432731605171
- Nederlandse Thesaurus van Auteursnamen: 072481153
- Istituto Centrale per il Catalogo Unico: UM1V035557
- LIBRIS: 282128
- SNAC: w6q82ff2
- Système universitaire de documentation: 086172077
- Virtual International Authority File: 100236756
- WorldCat: E39PBJcrdP4gv983VMyMwpvfv3